# Casey Dellacqua
Casey Dellacqua (Perth, 11 de fevereiro de 1985) é uma ex- tenista profissional australiana. Seu melhor ranking é em duplas, onde figurou como a 3ª do mundo em 2016. Em simples chegou ao 26° posto pela WTA, em 2014. Anunciou aposentadoria em 10 de abril de 2018, aos 33 anos.

## Grand Slam finais

### Duplas: 4 (0-4)
| Posição | Ano  | Campeonato          | Piso   | Parceira            | Oponentes na final                             | Placar da final    |
| Vice    | 2008 | Aberto da França    | Saibro | Francesca Schiavone | Anabel Medina Garrigues Virginia Ruano Pascual | 2–6, 7–5, 6–4      |
| Vice    | 2013 | Aberto da Austrália | Duro   | Ashleigh Barty      | Sara Errani Roberta Vinci                      | 2–6, 6–3, 2–6      |
| Vice    | 2013 | Wimbledon           | Grama  | Ashleigh Barty      | Hsieh Su-wei Peng Shuai                        | 6–7(1–7), 1–6      |
| Vice    | 2013 | US Open             | Duro   | Ashleigh Barty      | Andrea Hlaváčková Lucie Hradecká               | 7–6(7–4), 1–6, 4–6 |

### Duplas Mistas: 1 (1 título)
| Posição | Ano  | Campeonato    | Piso   | Parceira     | Oponentes                         | Placar                |
| ------- | ---- | ------------- | ------ | ------------ | --------------------------------- | --------------------- |
| Campeã  | 2011 | Roland Garros | Saibro | Scott Lipsky | Katarina Srebotnik Nenad Zimonjić | 7–6(8–6), 4–6, [10–7] |